# Niebla de guerra

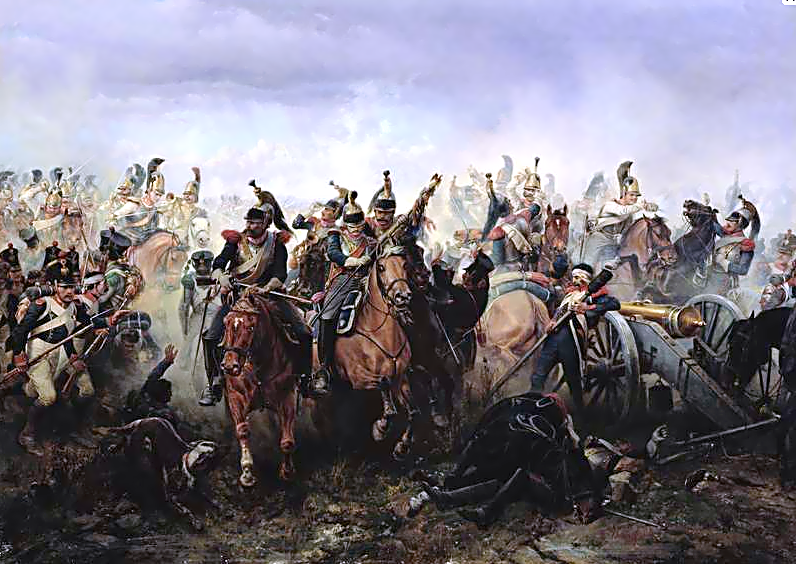
La confusión causada por la imprecisión de la información es el origen del concepto: 'niebla de guerra'.

Niebla de la guerra es un término de ciencia militar enunciado por primera vez por Carl von Clausewitz en su obra De la guerra. La definición hace referencia a la confusión reinante durante el conflicto bélico, en el que debido a diversos factores como retrasos, confusiones, incertidumbres, etc. resulta difícil coordinar y planificar operaciones. El concepto de niebla es una metáfora que hace referencia a la confusión reinante durante la batalla, es muy posible que el concepto viniera de la humareda que provocaban los disparos de los mosquetones, así como las polvaredas de las cargas de caballería que no dejaban 'ver claramente' la evolución de la misma. Desde el siglo XIX hasta la actualidad se ha procurado minimizar el efecto de niebla de guerra mediante la mejora de los procesos de inteligencia militar. En la actualidad el concepto se ha visto necesariamente extendido, debido en parte a la incorporación y mejora de nuevos sistemas de comunicación, emergiendo como problema la saturación de información.

## Desarrollo del concepto
Clausewitz menciona en su obra que la naturaleza ambigua de la información durante el transcurso de la guerra hace que los comandantes tomen decisiones fundamentadas en la intuición (Fingerspitzengefühl). La definición de niebla de la guerra ha ido evolucionando desde que en 1827 escribiera sus ocho libros sobre la naturaleza de la guerra. En las batallas de mediados del siglo XIX los informes que llegaban al comandante procedían de diversas vías, generalmente de subordinados que llegaban de diferentes partes del frente. Las informaciones recibidas de las operaciones de reconocimiento son incompletas, subjetivas, fragmentadas e imprecisas en la mayor parte de las ocasiones. Por regla general la 'niebla de guerra' no permite monitorizar de forma fiable la evolución de las acciones, mientras que la denominada fricción es la causante de que los planes diseñados no vayan tal y como se los ideó en un principio. Ambos conceptos contribuyen en gran medida a la impredecibilidad de los sucesos bélicos.